# Zerubbabels bog
Zerubbabels bog (hebraisk: ספר זרובבל (Sefer Zerubavel)), også kaldt Zerubbabels apokalypse, er en hebraisk tekst, der blev skrevet i begyndelsen af det 7. århundrede efter vor tidsregning. Den beskriver i form af en åbenbaring lagt i munden på den historiske Zerubbabel genopbygningen af det jødiske Israels land ved tidernes ende og bygningen af Det Tredje Tempel.